# Priorado de Marmont
O Priorado de Marmont foi um priorado da ordem Gilbertine em Cambridgeshire, Inglaterra. Foi estabelecido no século XII e foi dissolvido em 1538. Restos de esqueletos foram encontrados em Marmont.